# Franz Seldte
Franz Seldte (ur. 29 czerwca 1882 w Magdeburgu, zm. 1 kwietnia 1947 w Fürth) – współtwórca niemieckiej organizacji paramilitarnej Stahlhelm (Stalowy Hełm) – Ligi Żołnierzy Frontowych, polityk nazistowski, minister pracy w rządzie Hitlera i rządzie Lutza Schwerina von Krosigka.

## Życiorys
Urodził się w Magdeburgu. Był synem właściciela fabryki chemikaliów oraz wody sodowej.
Uczęszczał do szkoły im. Wilhelma Raabe w Magdeburgu. Po praktyce jako sprzedawca w sklepie, studiował chemię w Brunszwiku i Greifswaldzie. Wkrótce przejął biznes po swoim wcześnie zmarłym ojcu.
Służąc jako niemiecki oficer został ranny podczas I wojny światowej i stracił lewą rękę. Później pracował w charakterze reportera wojennego. Został nagrodzony Krzyżem Żelaznym I i II klasy i uzyskał awans na kapitana rezerwy.
W odpowiedzi na listopadową niemiecką rewolucję, Seldte założył 25 grudnia organizację Stahlhelm i został jej przywódcą. W licznych sprawach nie zgadzał się z reprezentacyjnym liderem tej organizacji, Theodorem Duersterbergiem.
Seldte został członkiem Niemieckiej Partii Ludowej (Deutsche Volkspartei) oraz radnym w Magdeburgu.
Stahlhelm stawał się z czasem coraz bardziej antydemokratyczny i antyrepublikański. Seldte uważał jednak, że ta organizacja może stać się głównym organem ruchu narodowo-konserwatywnego. W roku 1931 wraz z Alfredem Hugenbergiem i Adolfem Hitlerem współtworzył Front Harzburski (Harzburger Front), sojusz przeciwko rządowi Heinricha Brüninga.
Seldte dążył do przewodnictwa w ruchu narodowosocjalistycznym i w tworzonym przez ten ruch rządzie. Zamierzał uczynić Hitlera ministrem pracy (Reichsarbeitsminister). W tym celu na początku roku 1933 bez powodzenia próbował utworzyć „Front Walki Schwarz-Weiß-Rot”.
W kwietniu roku 1933 wstąpił do partii NSDAP i przyłączył Stahlhelm do SA. W roku 1933 otrzymał stopień SA-Obergruppenführera, a następnie został krajowym komisarzem ds. ochotniczej służby pracy (Reichskommissar fur die Freiwilligen Arbeitsdienst). Pełnił tę funkcję do roku 1945. W marcu 1934 roku został liderem Niemieckiego Związku Wojowników Frontowych, organizacji, która wkrótce została rozwiązana. W 1935 poprosił o zwolnienie go z urzędów, jednak Hitler odmówił mu. Seldte pozostał na stanowisku, jednak bez większych wpływów do maja 1945, kiedy został członkiem prowizorycznego rządu niemieckiego jako minister pracy.
Seldte został aresztowany pod koniec wojny i zmarł w amerykańskim szpitalu wojskowym w Fürth, zanim przedstawiono mu akt oskarżenia.
W okresie reżimu nazistowskiego jego imieniem nazywano ulice w Magdeburgu, Leverkusen i Królewcu (Königsberg).